# Gouvernement Garibachvili II
République de Géorgie
Gakharia II Kobakhidze I
Le gouvernement Garibachvili II est le gouvernement de la république de Géorgie du 22 février 2021 au 9 février 2024, sous la Xe législature du Parlement.

## Historique et coalition
Le gouvernement est dirigé par le nouveau Premier ministre libéral Irakli Garibachvili et ministre de la Défense sortant. Il est constitué et soutenu par le Rêve géorgien-Géorgie démocratique (KO-DS). Seule, il dispose de 84 députés sur 150, soit 56 % des sièges du Parlement.
Il est formé à la suite de la démission du gouvernement Gakharia II, au pouvoir depuis décembre 2020 et constitué et soutenu dans des conditions identiques.

### Formation
À partir de février 2021, des manœuvres au sein du gouvernement géorgien provoquent des rumeurs vers une démission potentielle de Guiorgui Gakharia, notamment le limogeage par le ministères Affaires intérieures de plusieurs dirigeants régionaux de la police géorgienne, considéré comme une tentative de purger le secteur public des loyalistes à Gakharia par certains cadres au sein de la structure gouvernementale.
Le 17 février, la Cour municipale de Tbilissi autorise l'arrestation du chef de l'opposition Nika Melia, président du MNU, pour violations des termes de son assignation à domicile, une décision condamnée par de nombreuses figures de la communauté internationale. Dans la matinée du 18 février, tandis que les forces de l'ordre viennent arrêter Melia, Guiorgui Gakharia annonce sa démission lors d'une conférence de presse.
Irakli Gharibachvili est désigné nouveau Premier ministre. Gharibachvili, ministre de la Défense dans les gouvernements Gakharia I et II, est confirmé par le Parlement géorgien le 23 février.

### Succession
Irakli Garibachvili annonce sa démission le 29 janvier 2024. Garibachvili est remplacé par Irakli Kobakhidze, chef sortant du Rêve géorgien, ancien président du Parlement et proche de Bidzina Ivanichvili, ce dernier ayant annoncé son retour en politique en décembre 2023.
La composition est annoncée le 2 février. Le gouvernement est approuvé par le Parlement le 8 février, puis nommé le lendemain.

## Composition

### Initiale (22 février 2021)
- Par rapport au gouvernement Gakharia II, les nouveaux ministres sont indiqués en gras, ceux ayant changé d'attributions en italique[11],[12],[13].

| Fonction | Titulaire | Titulaire                                 | Parti |
| --- | --------- | ----------------------------------------- | ----- |
| Premier ministre |           | Irakli Garibachvili                       | KO-DS |
| Vice-Premier ministre Ministre des Affaires étrangères                                                                    |           | David Zalkaliani                          | KO-DS |
| Vice-Premier ministre Ministre des Finances                                                                               |           | Ivané Matchavariani                       | KO-DS |
| Ministre de la Justice |           | Gotcha Lordkipanidzé                      | KO-DS |
| Ministre du Développement régional et des Infrastructures                                                                 |           | Irakli Karseladze                         | KO-DS |
| Ministre de l'Économie et du Développement durable                                                                        |           | Natia Tournava                            | KO-DS |
| Ministre des Déplacés internes, de la Santé, du Travail et des Affaires sociales                                          |           | Eka Tikaradzé                             | KO-DS |
| Ministre de l'Intérieur                                                                                                   |           | Vakhtang Gomelaouri                       | KO-DS |
| Ministre de la Défense |           | Juansher Burchuladze                      | KO-DS |
| Ministre de l'Éducation, de la Science, de la Culture et des Sports Ministre de l'Éducation et de la Science (19/03/2021) |           | Mikheïl Tchkhenkeli                       | KO-DS |
| Ministre de la Culture, des Sports et de la Jeunesse                                                                      |           | Tea Tsouloukiani (à partir du 19/03/2021) | KO-DS |
| Ministre de la Protection de l'environnement et de l'Agriculture                                                          |           | Levan Davitachvili                        | KO-DS |
| Ministre d'État pour la Réconciliation et l'Égalité civile                                                                |           | Tea Akhvlediani                           | KO-DS |

### Remaniement du1eravril 2021
- Les nouveaux ministres sont indiqués en gras, ceux ayant changé d'attributions en italique[14],[15].

| Fonction                                                                                             | Titulaire | Titulaire                                                    | Parti |
| --- | --------- | ------------------------------------------------------------ | ----- |
| Premier ministre                                                                                     |           | Irakli Garibachvili                                          | KO-DS |
| Vice-Premier ministre Ministre des Affaires étrangères                                               |           | David Zalkaliani (jusqu'au 04/04/2022)                       | KO-DS |
| Vice-Première ministre (à partir du 12/07/2021) Ministre de la Culture, des Sports et de la Jeunesse |           | Tea Tsouloukiani                                             | KO-DS |
| Vice-Premier ministre                                                                                |           | Levan Davitachvili (à partir du 12/07/2021)                  | KO-DS |
| Ministre des Finances                                                                                |           | Lasha Khutsishvili                                           | KO-DS |
| Ministre des Affaires étrangères                                                                     |           | Ilia Dartchiachvili (à partir du 04/04/2022)                 | KO-DS |
| Ministre de la Justice                                                                               |           | Rati Bregadze                                                | KO-DS |
| Ministre du Développement régional et des Infrastructures                                            |           | Irakli Karseladze                                            | KO-DS |
| Ministre de l'Économie et du Développement durable                                                   |           | Natia Tournava (jusqu'au 09/02/2022) Levan Davitachvili      | KO-DS |
| Ministre des Déplacés internes, de la Santé, du Travail et des Affaires sociales                     |           | Eka Tikaradzé (jusqu'au 01/01/2022) Zourab Azarachvili       | KO-DS |
| Ministre de l'Intérieur                                                                              |           | Vakhtang Gomelaouri                                          | KO-DS |
| Ministre de la Défense                                                                               |           | Juansher Burchuladze                                         | KO-DS |
| Ministre de l'Éducation, de la Science, de la Culture et des Sports                                  |           | Mikheïl Tchkhenkeli (jusqu'au 20/03/2023) Giorgi Amilakhvari | KO-DS |
| Ministre de la Protection de l'environnement et de l'Agriculture                                     |           | Levan Davitachvili (jusqu'au 09/02/2022) Otar Shamugia       | KO-DS |
| Ministre d'État pour la Réconciliation et l'Égalité civile                                           |           | Tea Akhvlediani                                              | KO-DS |